# RKS Skra Varsovie
Le Robotniczy Klub Sportowy Skra Varsovie, plus couramment abrégé en RKS Skra Varsovie ou plus simplement Skra Varsovie, est un club polonais de football fondé en 1921 et basé à Ochota, quartier de Varsovie, la capitale du pays.
Le club est la section football du club omnisports du même nom (qui possède également des sections de volley-ball, de boxe et d'escrime très réputées).
Le club joue ses matchs à domicile au Stadion RKS Skra, doté de 35 000 places.

## Histoire
L'initiateur du club est un médecin et militant du Parti socialiste polonais, Jerzy Michałowicz, croyait que le sport amateur pouvait avoir un effet positif sur l'amélioration de la situation de la classe ouvrière. En mai 1920, lors d'un congrès du PPS, une résolution est adoptée selon laquelle le parti doit promouvoir la culture physique parmi la classe ouvrière et la jeunesse étudiante. Ainsi, sous le patronage du PPS, le 17 décembre 1921, le club est officiellement inauguré en tant qu'expression de l'alliance ouvrière « et étudiante ». Il est fondé sous le nom de Sportowy Klub Robotniczo-Akademicki. Parmi les fondateurs figurent en dehors de Michałowicz (qui siégeait au conseil d'administration) entre autres le futur médecin Feliks Iwicki, Szczepan Piotrowski (le premier président du club), Ludwik Zantmam, Henryk Sztompka, Hanna Jabłońska et Aleksander Herman.
Il change de nom l'année suivante pour le Robotniczy Klub Sportowy Skra. En raison du manque de conditions, les entraînements ont eu lieu dans des espaces verts à proximité et dans des installations sportives à proximité.
Fin 1923, le Skra recoit un terrain pour la construction de son propre stade sur la rue Okopowa 43/47 (le terrain est achevé en 1926).
En 1937, le club invite l'équipe nationale basque de football (ce qui est perçu comme une solidarité évidente avec les Basques, dont beaucoup ont combattu aux côtés de la Seconde République espagnole pendant la guerre civile espagnole). Peu de temps après, la section culturelle du club donne un spectacle de danse folklorique de l'Espagne révolutionnaire.
De novembre 1940 à décembre 1941, le stade est dans les limites du ghetto de Varsovie. Il devient l'un des sites de tombes individuelles et collectives, ainsi que d'exécutions de juifs, qui est commémoré par le Monument aux martyres conjoint des Juifs et des Polonais sur la rue Gibalski.
Après la guerre, le Skra perd le stade détruit de la rue Okopowa, mais réorganise ses activités en 1947.
En 1948, il devient le Klub Sportowy Związkowiec-Skra pendant trois ans, puis le Terenowe Koło Sportowe Budowlani Varsovie (jusqu'en 1956 où il devient le Budowlany Klub Sportowy Skra).
En 1953, il emménage dans le nouveau stade du Stadion RKS Skra.

## Présidents du club
- Szczepan Piotrowski (1921 - ?)
- Krzysztof Kaliszewski

## Galerie

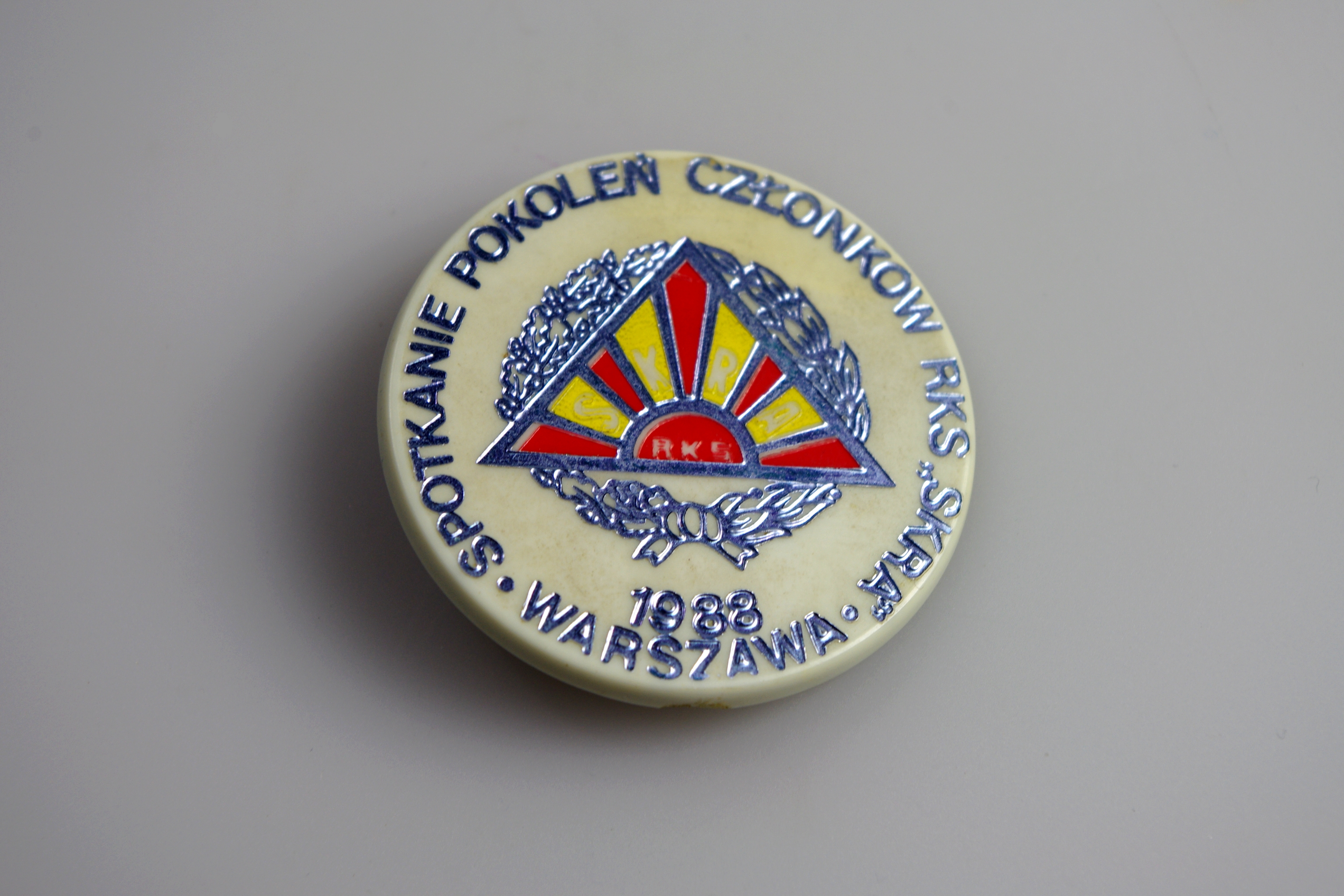
Épinglette du club de 1988 appartenant au footballeur Stanisław Opasiński